# Prameny
Prameny település Csehországban, a Chebi járásban. Prameny Mnichov, Mariánské Lázně, Lázně Kynžvart, Nová Ves és Rovná településekkel határos. Lakosainak száma 109 fő (2024. január 1.).

## Népesség
A település lakosságának változását az alábbi diagram mutatja:
| Lakosok száma | 2335 | 1947 | 1381 | 181  | 232  | 109  | 117  | 106  | 92   | 109  |
|               | 1869 | 1900 | 1921 | 1961 | 1980 | 2011 | 2016 | 2019 | 2021 | 2024 |